# F.C. Barcelona (rukomet)
F.C. Barcelona je španjolski rukometni klub iz katalonskog grada Barcelone. 

## Povijest
Rukometna selekcija sportskog društva FC Barcelona osnovan je 29. prosinca 1942. dok je još predsjednik bio Enrique Piñeyro Queralt. U ranim godinama njihovog postajanja ligom su vladali Atlético de Madrid i Granollers. Stvari su se drastično okrenule kada u Barcelonu dolazi jedan od najboljih rukomenih trenera u povijesti Valero Rivera. S njim je Barcelona dugo vremena bila neporažena u Španjolskoj, ali isto tako i u Europi. Pod njegovim vodstvom klub je osvojio 62 trofeja uključujujući i 5 uzastopnih naslova Europskog prvaka.

## Dvorana
Klub svoje domaće utakmice igra u dvorani Palau Blaugrana
- Ime: Palau Blaugrana
- Grad: Barcelona
- Kapacitet: 7500

## Uspjesi
| natjecanje                          | godine osvajanja |
| ----------------------------------- | --- |
| Prvenstvo Španjolske / Liga ASAOBAL | 1968./69., 1972./73., 1979./80., 1981./82., 1985./86., 1987./88., 1988./89., 1989./90., 1990./91., 1991./92., 1995./96., 1996./97., 1997./98., 1998./99., 1999./00., 2002./03., 2005./06., 2010./11., 2011./12., 2012./13., 2013./14., 2014./15., 2015./16., 2016./17., 2017./18., 2018./19., 2019./20., 2020./21., 2021./22., 2022./23., 2023./24., 2024./25. |
| Kup Kralja Španjolske               | 1968./69., 1971./72., 1972./73., 1982./83., 1983./84., 1984./85., 1987./88., 1989./90., 1992./93., 1993./94., 1996./97., 1997./98., 1999./00., 2003./04., 2006./07., 2008./09., 2009./10., 2013./14., 2014./15., 2015./16., 2016./17., 2017./18., 2018./19., 2019./20., 2020./21., 2021./22., 2022./23., 2023./24., 2024./25.                                  |
| Kup ASOBAL Španjolske               | 1994./95., 1995./96., 1999./00., 2000./01., 2001./02., 2009./10., 2011./12., 2012./13., 2013./14., 2014./15., 2015./16., 2016./17., 2017./18., 2018./19., 2019./20., 2020./21., 2021./22., 2022./23., 2023./24., 2024./25. |
| Superkup Španjolske                 | 1986./87., 1988./89., 1989./90., 1990./91., 1991./92., 1993./94., 1996./97., 1997./98., 1999./00., 2000./01., 2003./04., 2006./07., 2008./09., 2009./10., 2012./13., 2013./14., 2014./15., 2015./16., 2016./17., 2017./18., 2018./19., 2019./20., 2020./21., 2021./22.                                                                                         |
| Superkup Španjolske i Portugala     | 2022., 2023., 2024. |
| IHF Super Globe                     | 2013., 2014., 2017., 2018., 2019. |
| Liga prvaka Europe                  | 1990./91., 1995./96., 1996./97., 1997./98., 1998./99., 1999./00., 2004./05., 2010./11., 2014./15., 2020./21., 2021./22., 2023./24. |
| Kup pobjednika kupova Europe        | 1983./84., 1984./85., 1985./86., 1993./94., 1994./95. |
| Kup EHF                             | 2002./03. |
| Superkup Europe                     | 1996./97., 1997./98., 1998./99., 1999./00., 2003./04. |
| Liga Pirineja                       | 1997., 1998., 1999., 2000., 2001., 2003., 2005., 2006., 2007., 2009., 2009., 2010., 2011., 2012. |
| Katalonska liga                     | 1981./82., 1982./83., 1983./84., 1984./85., 1986./87., 1987./88., 1990./91., 1991./92., 1992./93., 1993./94., 1994./95., 1996./97. |
|                                     | |
| veliki rukomet                      | |
| Prvenstvo Španjolske                | 1942./43., 1944./45., 1945./46., 1946./47., 1950./51. |
| Prvenstvo Katalonije                | 1943./44., 1944./45., 1945./46., 1946./47., 1948./49., 1950./51., 1953./54., 1954./55., 1956./57., 1957./58., 1959./60., 1968./69. |

## Legende kluba
| - Quico López Balcells - Patxi Pagoaga - Erhard Wunderlich - Lorenzo Rico - Joan Sagalés - Eugeni Serrano |  | - Òscar Grau - Papitu - Veselin Vujović - Enric Masip - David Barrufet - Iñaki Urdangarin |  | - Andreij Xepkin - Rafael Guijosa - Laszlo Nagy - Ikerr Romero - Valero Rivera (Trener) |  |  |